# Proporciones corporales

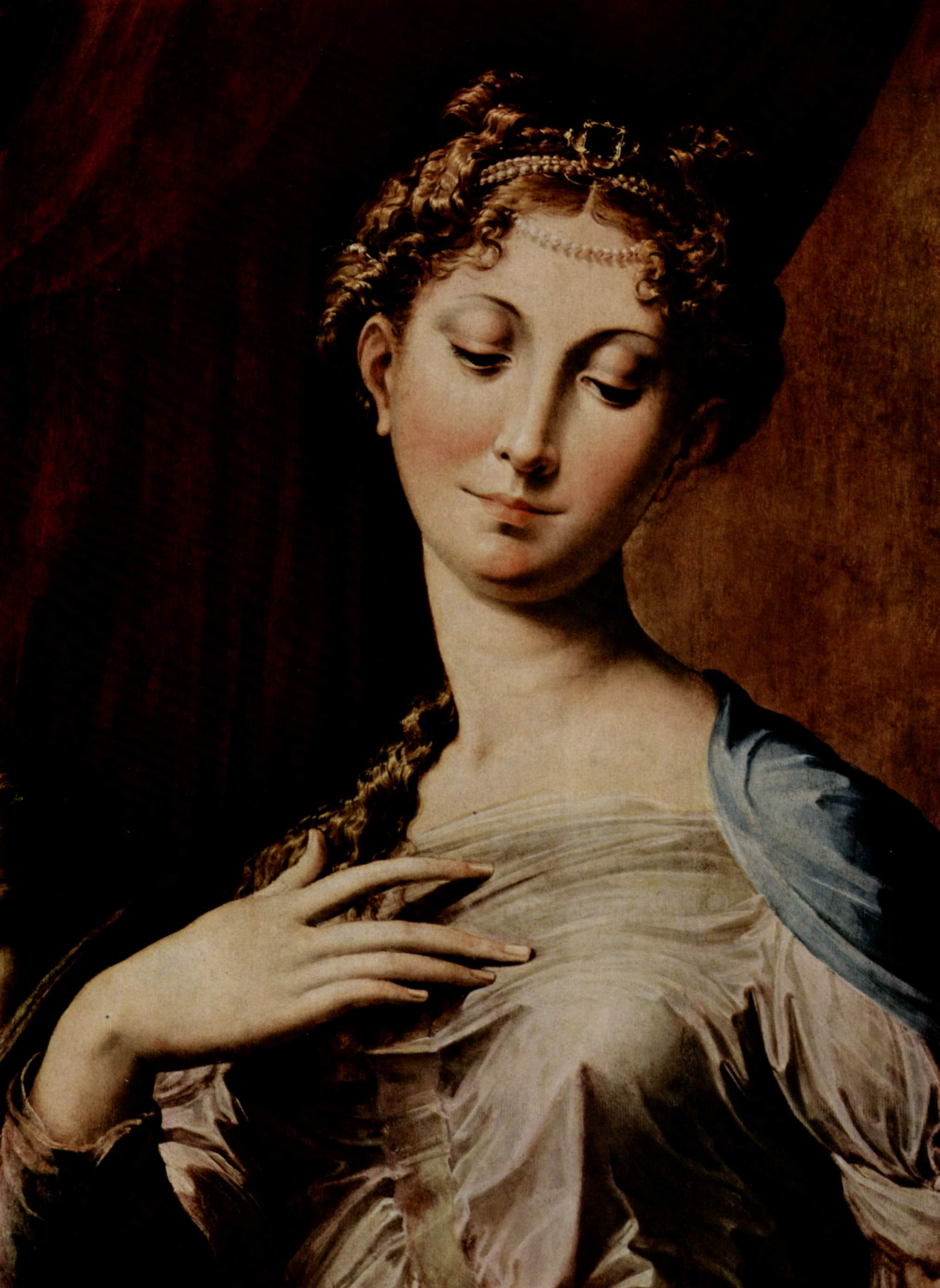
Virgen del cuello largo, c. 1534-1540, de Parmigianino. Como en otras obras manieristas, las proporciones del cuerpo (aquí el cuello) están exageradas para lograr un efecto artístico.

Las proporciones corporales son el estudio de la anatomía artística, que intenta explorar la relación de los elementos del cuerpo humano entre sí y con el conjunto. Estas proporciones se utilizan en representaciones de la figura humana y pueden convertirse en parte de un canon artístico de proporción corporal dentro de una cultura. El arte académico del siglo XIX exigía una estricta adhesión a estas métricas de referencia y algunos artistas de principios del siglo XX rechazaron esas restricciones y las mutaron conscientemente.

## Fundamentos de las proporciones humanas

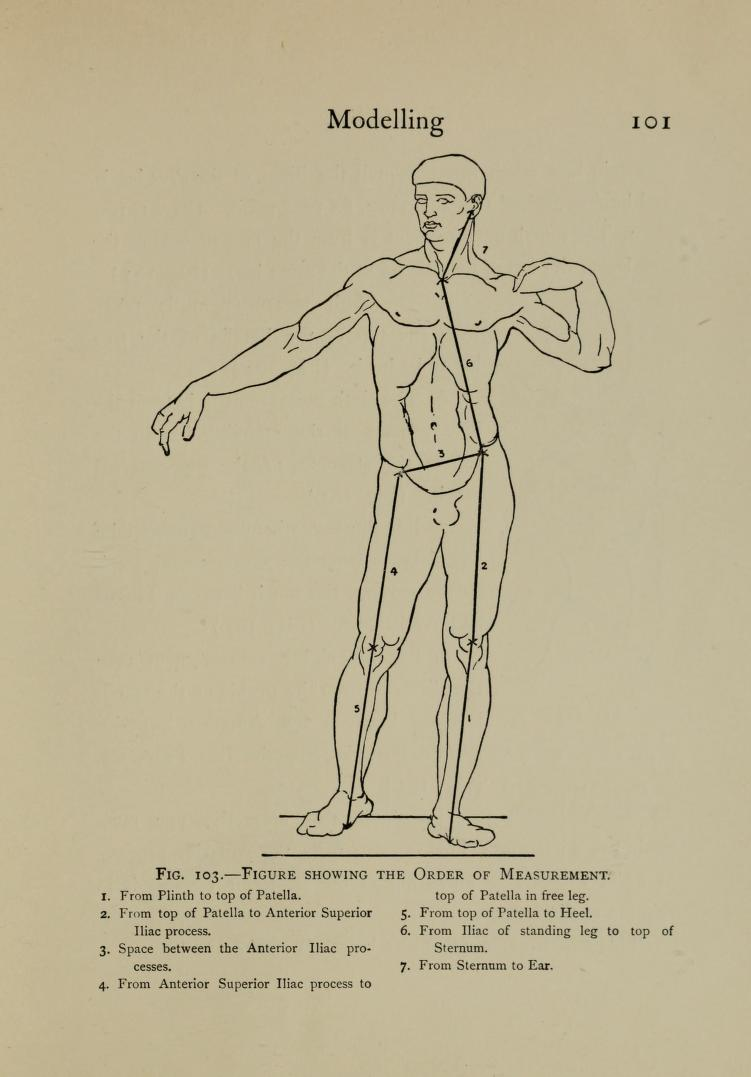
Dibujo de un hombre, que muestra el orden de las medidas en preparación para una obra de arte figurativa (Lantéri, 1903).

Generalmente en el dibujo de figuras es importante dibujar la figura humana en proporción. Aunque existen diferencias sutiles entre individuos, las proporciones humanas se ajustan a un rango bastante estándar, aunque históricamente los artistas han intentado crear estándares idealizados que han variado considerablemente a lo largo del tiempo, según la época y la región. En el dibujo de figuras moderno, la unidad básica de medida es la «cabeza», que es la distancia desde la parte superior de la cabeza hasta el mentón. Esta unidad de medida se atribuye al escultor griego Policleto (siglo V a. C.) y ha sido utilizada durante mucho tiempo por los artistas para establecer las proporciones de la figura humana. El arte del Antiguo Egipto utilizaba un canon de proporción basado en el «puño», medido a través de los nudillos, con 18 puños desde el suelo hasta la línea del cabello en la frente. Este canon ya había sido establecido por la Paleta de Narmer desde aproximadamente el siglo XXXI a. C., y permaneció en uso al menos hasta la conquista de Alejandro Magno unos 3000 años después.
Una versión de las proporciones utilizadas en el dibujo de figuras modernas es:
- Una persona promedio mide generalmente siete cabezas y media de alto (incluyendo la cabeza).
- Una figura ideal, utilizada cuando se busca dar una impresión de nobleza o gracia, se dibuja con una altura de ocho cabezas.
- Una figura heroica, utilizada en la representación de dioses y superhéroes, mide ocho cabezas y media. La mayor parte de la longitud adicional proviene de un pecho más grande y piernas más largas.

### Medidas
Hay una serie de distancias importantes entre puntos de referencia que un artista puede medir y observar: Estas son la distancia desde el suelo hasta la rótula; desde la rótula hasta el frente de la cresta ilíaca (huesos pélvicos a cada lado del estómago); la distancia a través del estómago entre las crestas ilíacas; las distancias (que pueden diferir según la pose) desde las crestas ilíacas hasta la muesca supraesternal entre las clavículas; y la distancia desde la muesca hasta las bases de las orejas (que nuevamente pueden diferir según la pose).
Algunos profesores desaprueban las medidas mecanicistas y recomiendan encarecidamente al artista que aprenda a estimar la proporción sólo a simple vista.

Es al dibujar de la vida donde un canon puede ser un obstáculo para el artista; pero no es el método del arte indio trabajar a partir del modelo. Casi toda la filosofía del arte indio se resume en el verso de Śukranĩtisāra de Śukrācārya que prescribe meditaciones sobre el creador de imágenes: «Para que la forma de una imagen pueda presentarse plena y claramente ante la mente, el creador de imágenes debe meditar; y su éxito será proporcional a su meditación. Ninguna otra manera, ni siquiera ver el objeto en sí, logrará su propósito». El canon, entonces, es útil como regla general, aliviando parte de las dificultades técnicas, dejándolo libre para concentrar su pensamiento más exclusivamente en el mensaje o carga de su trabajo. Sólo de esta manera debió ser utilizado en períodos de grandes logros o por grandes artistas.
Ananda K. Coomaraswamy, The Transformation of Nature in Art

### Proporciones
[Proporción] no debe confundirse con un ratio, que involucra dos magnitudes. El uso moderno tiende a sustituir "proporción" por una comparación que involucra dos magnitudes (por ejemplo, longitud y ancho), y por lo tanto confunde una mera agrupación de proporciones simples con un sistema de proporción completo, a menudo con una base lineal en desacuerdo con el enfoque areal de la geometría griega. — Richard Tobin, El canon de Policleto, 1975.
Muchos libros de texto de anatomía artística recomiendan utilizar la altura de la cabeza como criterio para otras longitudes del cuerpo: sus proporciones proporcionan una estructura consistente y creíble. Aunque la persona promedio tiene una altura de 71⁄2 cabezas, la costumbre en la Grecia clásica (desde Lisipo) y el arte renacentista era establecer la figura con una altura de ocho cabezas: «la figura de ocho cabezas de largo parece de lejos la mejor; da dignidad a la figura y también parece ser la más conveniente». La marca de la mitad es una línea entre los trocánteres mayores (huesos externos de la cadera), justo encima del arco púbico.
- La relación entre la circunferencia de la cadera y la circunferencia del hombro varía según el sexo biológico: la relación media para las mujeres es de 1:1,03, para los hombres es de 1:1,18.[9]
- piernas (desde el suelo hasta la entrepierna, que suelen tener una longitud de tres cabezas y media a cuatro; brazos de aproximadamente tres cabezas de largo; las manos son tan largas como la cara.[10]
- La relación pierna-cuerpo se considera un indicador de atractivo físico, pero no parece haber una definición aceptada de longitud de pierna: la medida «perineo-suelo»[a] es la más utilizada, pero podría decirse que la distancia desde el hueso del tobillo hasta el hueso externo de la cadera es más rigurosa.[12] Según esta (última) métrica, la relación más atractiva entre piernas y cuerpo para los hombres (como lo ven las mujeres estadounidenses) es 1:1,[12] lo que coincide con la relación 'four heads:four heads' anterior. Un estudio japonés que utilizó la primera métrica encontró el mismo resultado para el atractivo masculino, pero las mujeres con piernas más largas que el cuerpo fueron juzgadas como más atractivas.[13] Las desviaciones excesivas de la media se consideraron indicativas de enfermedad.[13] «Las revistas de moda de alta sociedad representan a mujeres con extremidades extremadamente largas, y el arte decorativo hace lo mismo con hombres y mujeres [...]. Cuando el artista desea representar a las clases bajas, como tales, o al cómic, dibuja personas con extremidades exageradamente cortas y las hace gordas».[14]
- Índicen cintura-altura: la relación media para los nadadores universitarios de competición de EE. UU. es de 0,424 (mujeres) y 0,428 (hombres); las relaciones para un hombre o una mujer normalmente sanos (en EE. UU.) son de 0,46 – 0,53 y de 0,45 – 0,49 respectivamente; la relación va más allá de 0,63 para los individuos con obesidad mórbida.[15]
- Índice cintura/cadera: la concepción del artista de la relación cintura – cadera ideal ha variado a lo largo de los siglos, pero para las figuras femeninas «durante el período de 2.500 años, la relación cintura-cadera promedio nunca salió del 'rango fértil' (de 0,67 a 0,80)». [16] La Venus de Milo (130-100 a. C.) tiene un WHR de 0,76;[16] en Venus pide a Vulcano que arroje armas para su hijo Eneas (1630) de Anthony van Dyck, el WHR estimado de Venus es 0,8;[16] y El nacimiento de Venus (1890) de Jean-Léon Gérôme tiene un WHR estimado de 0,66.[16]

## Proporciones corporales en la historia
Las primeras representaciones conocidas de figuras femeninas de cuerpo entero datan de hace entre 23 000 y 25 000 años. Los modelos de cabeza humana (como la Dama de Brassempouy) son raros en el arte paleolítico: la mayoría son como la Venus de Willendorf – cuerpos con cabeza y extremidades vestigiales, conocidos por su muy alta relación cintura:cadera de 1:1 o más. Es posible que las representaciones de mujeres corpulentas y de mediana edad que hicieron los artistas no fueran «Venus» en ningún sentido convencional. Es posible que, en cambio, hayan simbolizado la esperanza de supervivencia y longevidad en comunidades bien alimentadas y con éxito reproductivo.
El antiguo escultor griego Policleto (c. 450-420 a. C.), conocido por su Doríforo de bronce de proporciones ideales, escribió un influyente Canon (ahora perdido) que describe las proporciones que deben seguirse en la escultura. El Canon aplica los conceptos matemáticos básicos de la geometría griega, como la razón, la proporción y la simetría (del griego «proporciones armoniosas») creando un sistema capaz de describir la forma humana a través de una serie de progresiones geométricas continuas. Es posible que Policleto haya utilizado la falange distal del dedo meñique como módulo básico para determinar las proporciones del cuerpo humano, ampliando esta longitud repetidamente en √ 2 para obtener el tamaño ideal de las otras falanges, la mano, el antebrazo y la parte superior del brazo, a su vez.

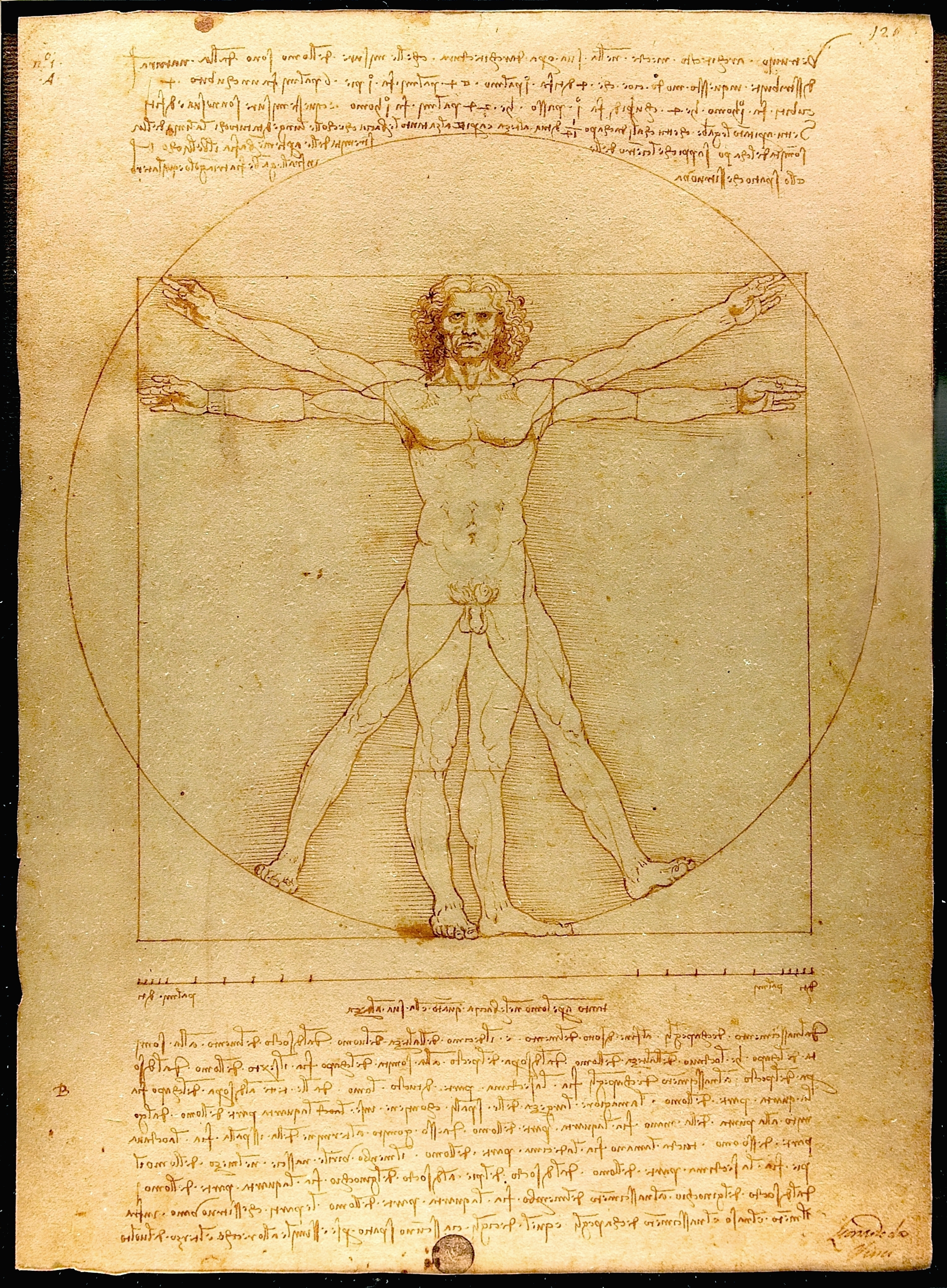
El dibujo del Hombre de Vitruvio.

Leonardo da Vinci creía que las proporciones humanas ideales estaban determinadas por las proporciones armoniosas que él creía que gobernaban el universo, de modo que el hombre ideal encajaría perfectamente en un círculo como se representa en su famoso dibujo del Hombre de Vitruvio (c. 1492), como se describe en un libro de Vitruvio. El comentario de Leonardo trata sobre las proporciones corporales relativas – con comparaciones de las longitudes de manos, pies y otras características con otras partes del cuerpo – más que a las mediciones reales.

## Proporción áurea
Se ha sugerido que la figura humana ideal tiene su ombligo en la proporción áurea ({\displaystyle \phi }, aproximadamente 1,618), dividiendo el cuerpo en una proporción de 0,618 a 0,382 (plantas de los pies hasta el ombligo: ombligo hasta la parte superior de la cabeza) (1⁄{\displaystyle \phi } es {\displaystyle \phi }-1, aproximadamente 0,618) y se cita como evidencia al Hombre de Vitruvio de Leonardo da Vinci. En realidad, el ombligo del Hombre de Vitruvio divide la cifra en 0,604 y nada en el texto que lo acompaña menciona la proporción áurea.
En su reconstrucción conjetural del Canon de Policleto, el historiador de arte Richard Tobin determinó que √ 2 (aproximadamente 1,4142) era la relación importante entre los elementos que había utilizado el escultor griego clásico.

## Imágenes adicionales

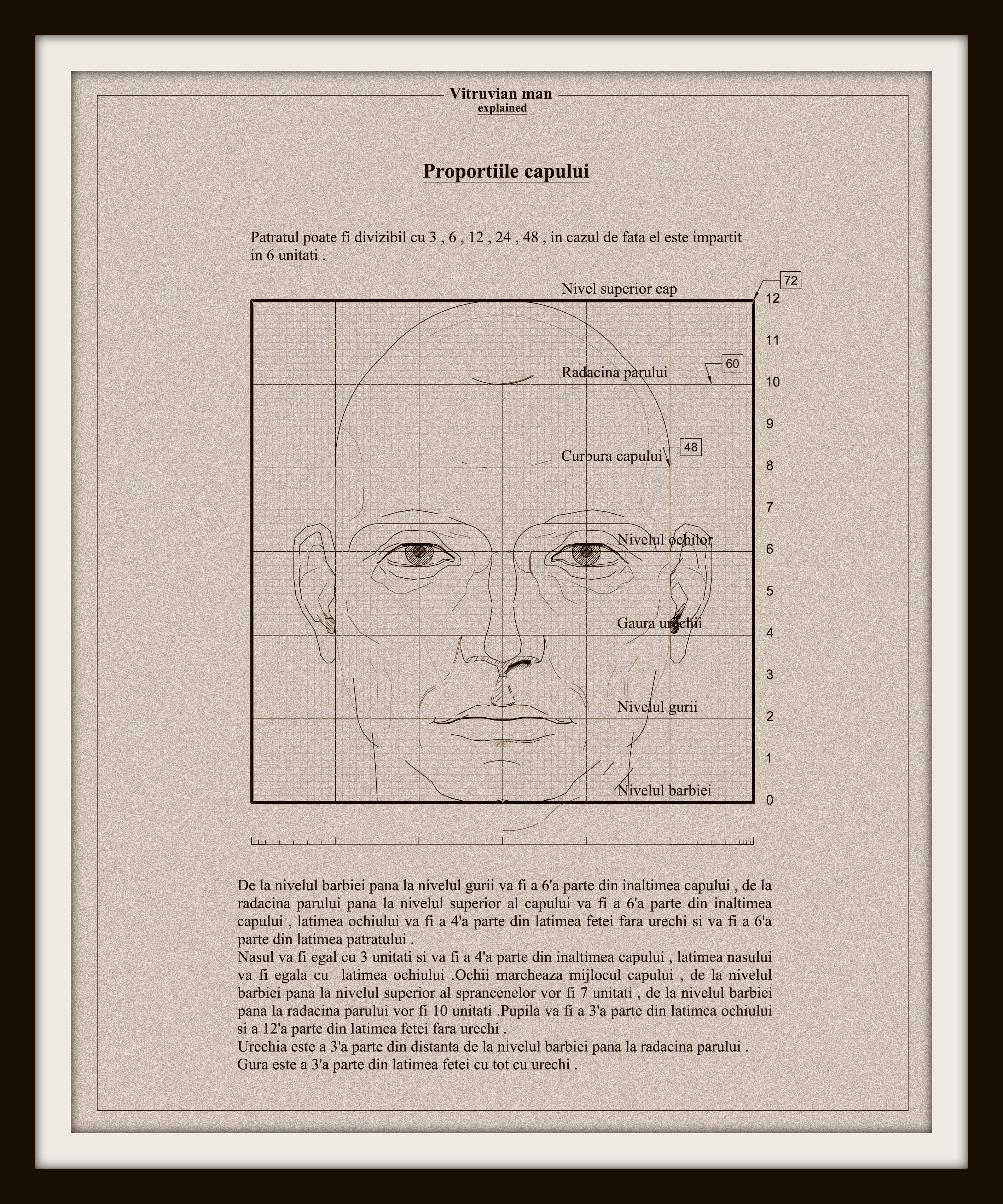
Proporciones de un rostro masculino humano.
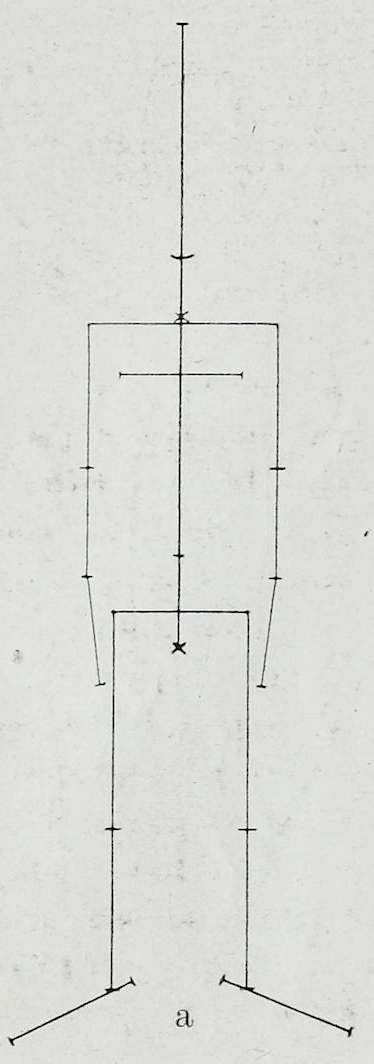
Un niño de 1½ años de edad.
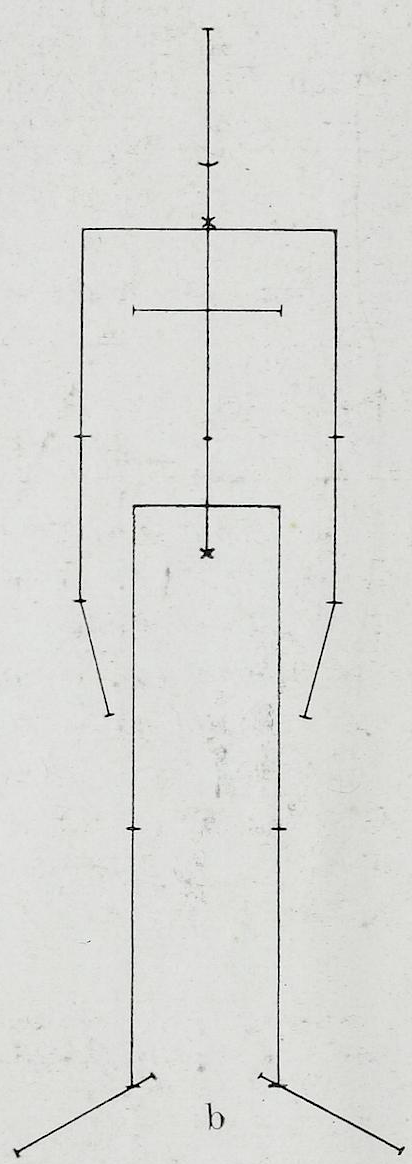
Un hombre adulto.
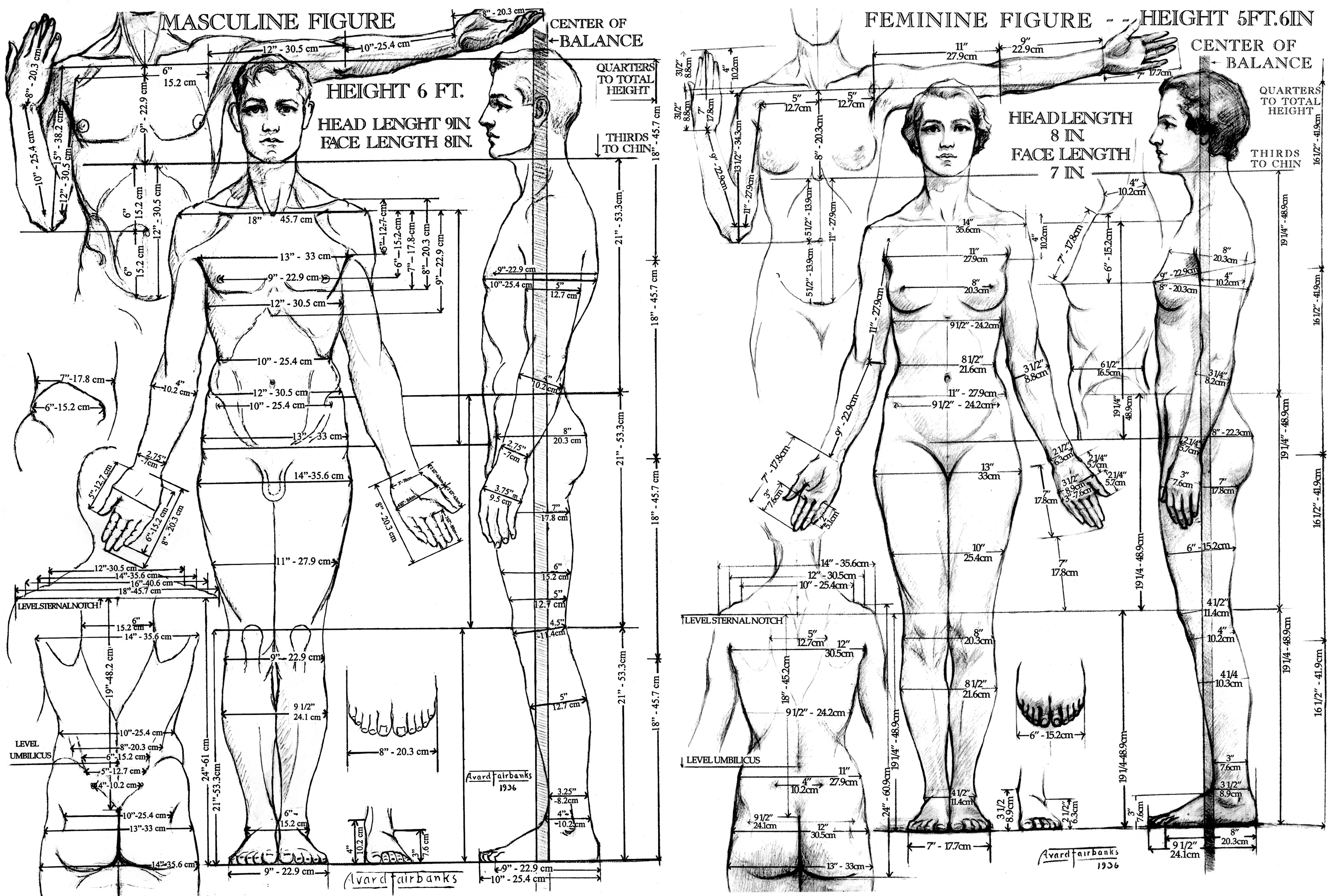
Dibujos de Avard T. Fairbanks desarrollados durante su carrera docente. Esta imagen fue utilizada en el libro de Eugene F. Fairbanks Human Proportions for Artists.
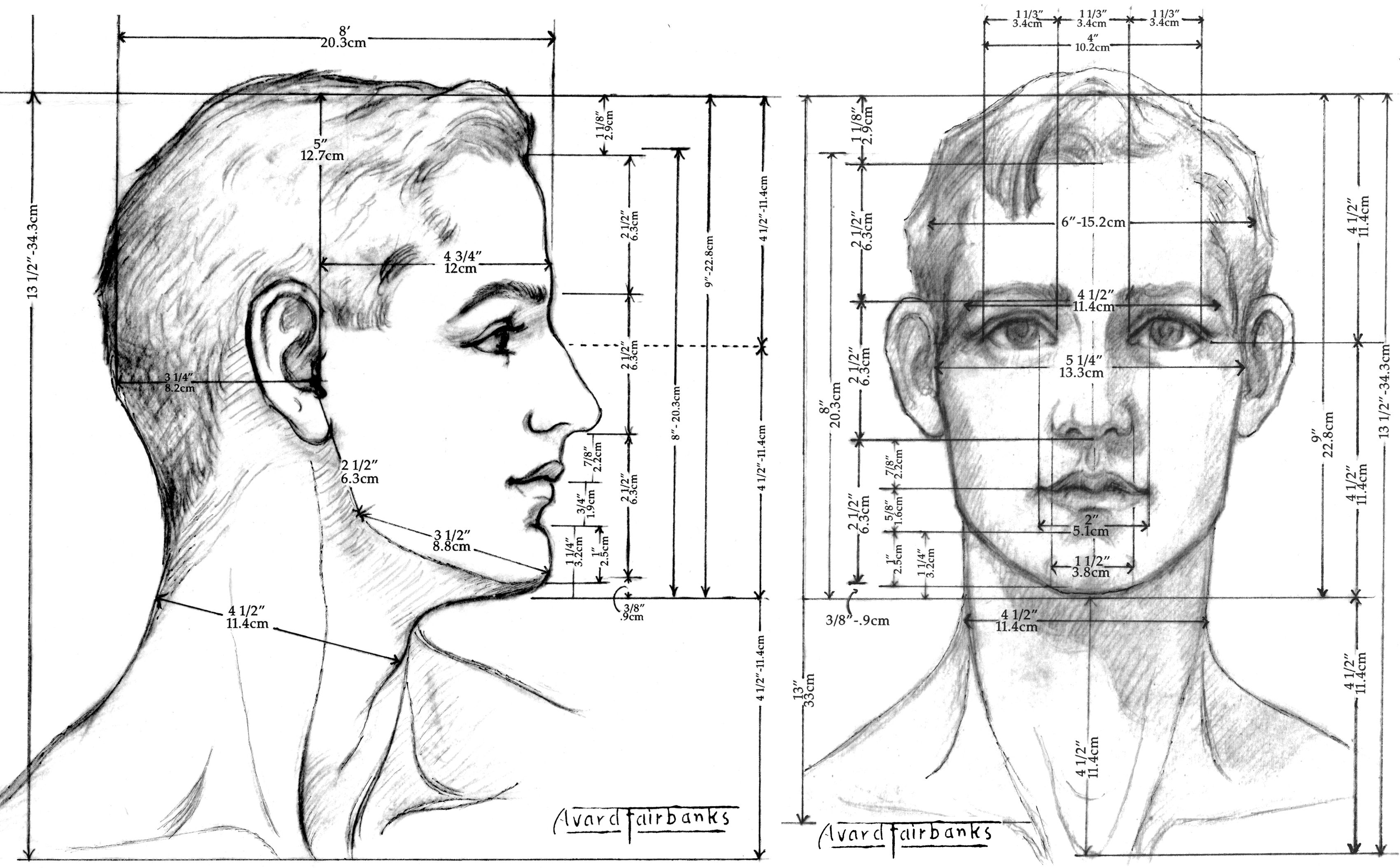
Dibujo de Avard Fairbanks de las proporciones de la cabeza y el cuello masculinos, 1936.
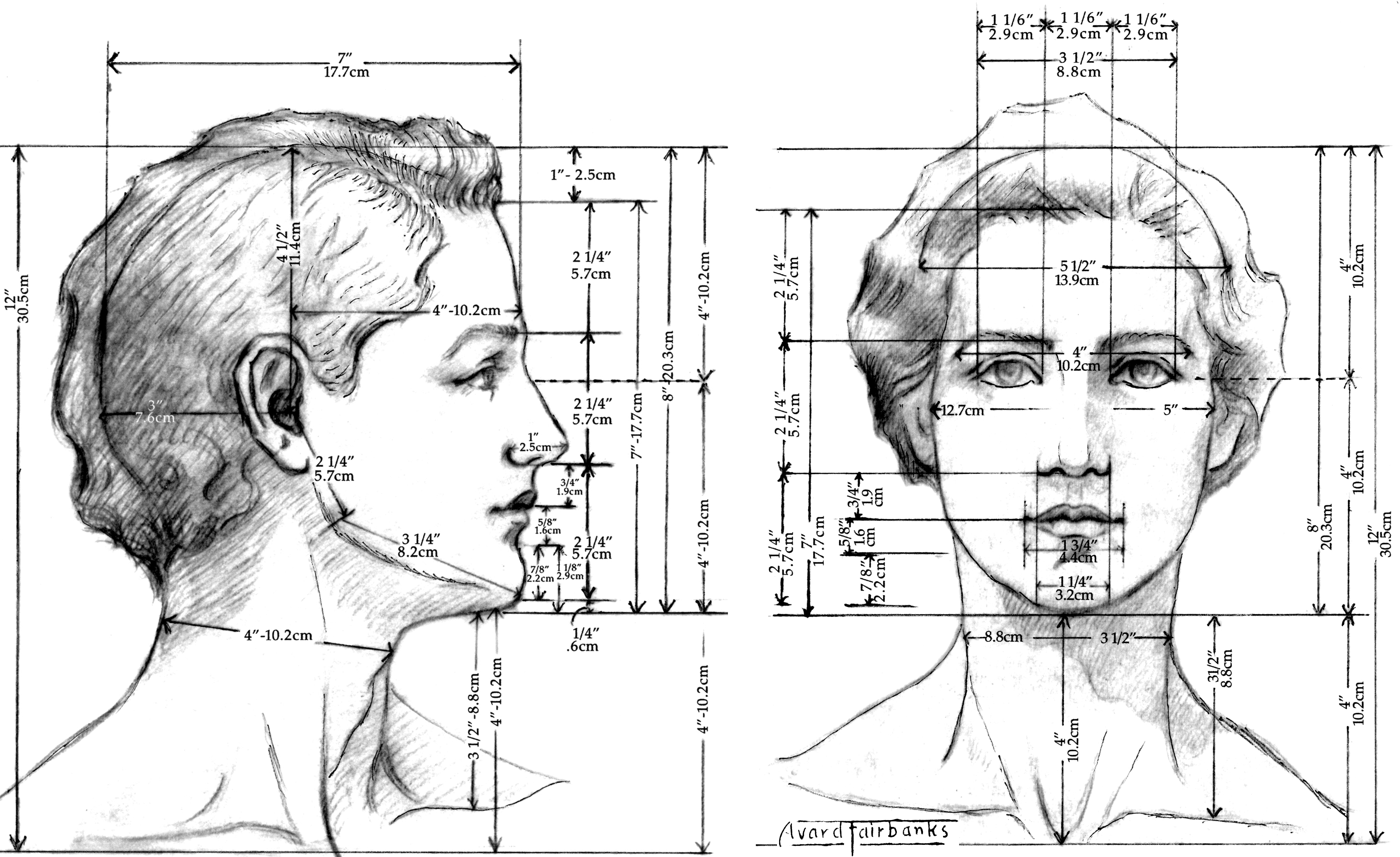
Dibujo de Avard Fairbanks de las proporciones de la cabeza y el cuello femeninos, 1936.

## Lectura adicional
- Deriabin, V. E. (1987). «Age-related changes in human body proportions studied by the method of principal components». Nauchnye Doklady Vysshei Shkoly. Biologicheskie Nauki (1): 50-55. PMID 3828410.
- Bogin, B.; Varela-Silva, M. I. (2010). «Leg length, body proportion, and health: A review with a note on beauty». International Journal of Environmental Research and Public Health 7 (3): 1047-75. PMC 2872302. PMID 20617018. doi:10.3390/ijerph7031047.
- Deriabin, V. E. (1987). «Age-related changes in human body proportions studied by the method of principal components». Nauchnye Doklady Vysshei Shkoly. Biologicheskie Nauki (1): 50-55. PMID 3828410.
- Bogin, B.; Varela-Silva, M. I. (2010). «Leg length, body proportion, and health: A review with a note on beauty». International Journal of Environmental Research and Public Health 7 (3): 1047-75. PMC 2872302. PMID 20617018. doi:10.3390/ijerph7031047.